# یواس‌اس سفیوس (ای‌کی‌ای-۱۸)
یواس‌اس سفیوس (ای‌کی‌ای-۱۸) (به انگلیسی: USS Cepheus (AKA-18)) یک کشتی بود که طول آن ۴۵۹ فوت ۳ اینچ (۱۳۹٫۹۸ متر) بود. این کشتی در سال ۱۹۴۳ ساخته شد.